# Table des caractères Unicode/UA800
Cette page contient des caractères spéciaux ou non latins. S’ils s’affichent mal (▯, ?, etc.), consultez la page d’aide Unicode.
Table des caractères Unicode U+A800 à U+A82F.

## Sylotî nâgrî
Voyelles et diacritiques, consonnes, signes voyelles et marques de ponctuation poétique de l’écriture sylotî nâgrîe.

### Table des caractères
| en fr  | 0 | 1 | 2 | 3 | 4 | 5 | 6 | 7 | 8 | 9 | A | B | C | D | E | F |
| ------ | - | - | - | - | - | - | - | - | - | - | - | - | - | - | - | - |
| U+A800 | ꠀ | ꠁ | ꠇꠂ | ꠃ | ꠄ | ꠅ | ꠇ꠆ | ꠇ | ꠈ | ꠉ | ꠊ | ꠇꠋ | ꠌ | ꠍ | ꠎ | ꠏ |
| U+A810 | ꠐ | ꠑ | ꠒ | ꠓ | ꠔ | ꠕ | ꠖ | ꠗ | ꠘ | ꠙ | ꠚ | ꠛ | ꠜ | ꠝ | ꠞ | ꠟ |
| U+A820 | ꠠ | ꠡ | ꠢ | ꠇꠣ | ꠇꠤ | ꠇꠥ | ꠇꠦ | ꠇꠧ | ꠨ | ꠩ | ꠪ | ꠫ | ꠇ꠬ |   |   |   |